# Кононівський загальнозоологічний заказник
Кононівський — один з об'єктів природно-заповідного фонду Луганської області, загальнозоологічний заказник місцевого значення.

## Розташування
Загальнозоологічний заказник розташований поблизу села Новолимарівка в Біловодському районі Луганської області. Координати: 49° 20' 12" північної широти, 39° 41' 22" східної довготи .

## Історія
Загальнозоологічний заказник місцевого значення «Кононівський» оголошений рішенням Луганської обласної ради народних депутатів № 4/19 від 15 грудня 1998 року.

## Загальна характеристика
Загальнозоологічний заказник «Кононівський» загальною площею 1 500,0 га являє собою ділянку з природним ландшафтом південних відрогів Середньоруської височини.

## Ландшафтний склад
Степи — 10%,

умовно-природні ліси — 0%,

штучні ліси — 2%,

водойми — 0%,

орні землі — 81%,

населені пункти — 7%.

## Тваринний світ
Заказник характеризується великим видовим різноманіттям фауни, що потребує збереження і відновлення. Тут мешкають лисиця звичайна, заєць-русак, сарна, лось, тхір степовий, фазан, перепілка, свиня дика. Зустрічається гадюка степова, занесена до Червоної книги України.